# 阿拉巴馬山 (加利福尼亞州)
阿拉巴馬山（英語：Alabama Hill）是位於美國加利福尼亞州卡拉韋拉斯縣的一個非建制地區。該地的面積和人口皆未知。

## 地理
阿拉巴馬山的座標為38°21′18″N 120°35′31″W / 38.35500°N 120.59194°W，而該地的平均海拔高度為905米（即2969英尺）。